# Цзяцзінь (гора)
Цзяцзінь або Цзяцзіньшань (кит.: 夹金山, піньінь: Jiā jīn shān) — гора в китайській провінції Сичуань. Як національний парк входить до резерватів великої панди, які занесені до Світової спадщини ЮНЕСКО. Є важливою туристичною зоною.

## Опис
Загальна площа становить 127 500 га. Розташовано у повіті Баосін міста Яань, на відстані 250 км від міста Ченду провінції Сичуань. Є частиною гірського масиву Цюнлай. Являє собою низку піків, з яких найвищий становить 4930 м над рівнем моря.
Більшу частину становлять ліси, зокрема хвойні і листяні. Значна частина з них є первинними. Також тут є зарості бамбуків. Загалом у межах національного парку представлено 1050 видів рослин.
На території мешкає 378 видів тварин і птахів, зокрема велика панда (близько 120 особин у дикій природі), мала панда, бурий і чорний ведмеді, кабарга, сніжний барс, фазан вухатий та інші представники фазанових.

## Історія
Через Цзяцзіньшань у 1935 році рухалися загони Червоної армії Китаю. У 1994 році на території Цзяцзінь утворено провінційний парк. Керівництво здійснює бюро лісового господарства Баосін. Також територією опікується бюро з будівництва, охорони навколишнього середовища і подорожей повіту Баосін. У 1995 році підвищено до статусу національного. У 2006 році його включено до переліку Світової спадщини ЮНЕСКО.